# Báo thù (phim 2010)
Báo thù (tựa tiếng Anh: True Grit) là một bộ phim viễn Tây của Mỹ, do Anh em nhà Coen biên kịch kiêm đạo diễn và là tác phẩm chuyển thể thứ hai của cuốn tiểu thuyết cùng tên năm 1968. Phiên bản này Hailee Steinfeld vai Mattie Ross và Jeff Bridges vai Đặc vụ Reuben J. "Rooster" Cogburn, cùng với Matt Damon, Josh Brolin và Barry Pepper.

## Nội dung
Bộ phim mở đầu với cảnh cha của cô bé 14 tuổi Mattie Ross (Hailee Steinfeld) bị người làm thuê Tom Chaney (Josh Brolin) giết chết, cướp lấy con ngựa của ông rồi bỏ chạy. Trong lúc thu xếp đưa xác cha mình trở về, Mattie trao đổi với cảnh sát trưởng địa phương về việc truy tìm Chaney. Sau khi biết rằng Chaney đã bỏ trốn với "Lucky" Ned Pepper (Barry Pepper) cùng băng nhóm của hắn vào vùng đất thổ dân, nơi mà cảnh sát không có thẩm quyền, thì cô yêu cầu thuê một Cảnh sát Tư pháp Hoa Kỳ. Vị cảnh sát trưởng liền đưa ra ba cái tên, và Mattie quyết định thuê Rooster Cogburn (Jeff Bridges), người mà ông mô tả là "liều lĩnh". Khi Mattie đề nghị thuê Cogburn để truy tìm Chaney, ông từ chối lời đề nghị này vì không tin cô có tiền để thuê mình. Sau đó, cô đến gặp Colonel Stonehill (Dakin Matthews), người đã làm ăn với cha mình, bán đi bầy ngựa của cha để có tiền thuê Cogburn.
Trong khi đó, một kỵ binh Texas tên là LeBoeuf (Matt Damon) đến truy tìm Chaney vì hắn ta đã giết một thượng nghị sĩ. LeBoeuf yêu cầu hợp tác với Cogburn, người hiểu biết địa hình Choctaw (nơi Chaney đang trốn) nhưng Mattie lại từ chối đề nghị của anh. Mattie muốn Chaney được xử án ở Arkansas cho cái chết của cha mình, không phải là ở Texas, nơi mà hắn giết thượng nghị sĩ. Mattie cũng đề nghị cùng tham gia với Cogburn để tìm kiếm Chaney, nhưng sau đó Cogburn đã khởi hành cùng với LeBoeuf để tóm Chaney mà không có cô.
Sau khi bị người đưa phà từ chối đưa qua sông để theo kịp Cogburn và LeBoeuf, Mattie liền lội qua sông trên lưng ngựa. LeBoeuf thể hiện sự không hài lòng của mình với Mattie bằng cách phạt cô bằng roi, nhưng Cogburn cuối cùng buộc LeBoeuf phải ngừng tay. Sau khi tranh chấp về công việc của mình ở các tiểu bang ly khai của Mỹ với Cogburn, LeBoeuf đã tự đi tìm Chaney một mình. Sau đó, trong lúc lần theo dấu vết của Chaney, cả hai bắt gặp một vị bác sĩ đang theo dõi họ, người chỉ dẫn họ đến một cái hầm để trú ngụ. Ở đó, họ tìm thấy hai tên đào tẩu là Quincey (Paul Rae) và Moon (Domhnall Gleeson), rồi thẩm vấn họ. Moon bằng lòng tiết lộ những gì mình biết cho Cogburn nhưng Quincey không đồng ý đã đâm trọng thương Moon, trước khi Cogburn bắn Quincey chết. Trước khi chết, Moon cho biết Chaney và nhóm của hắn sẽ trở lại vào buổi tối.

## Các diễn viên

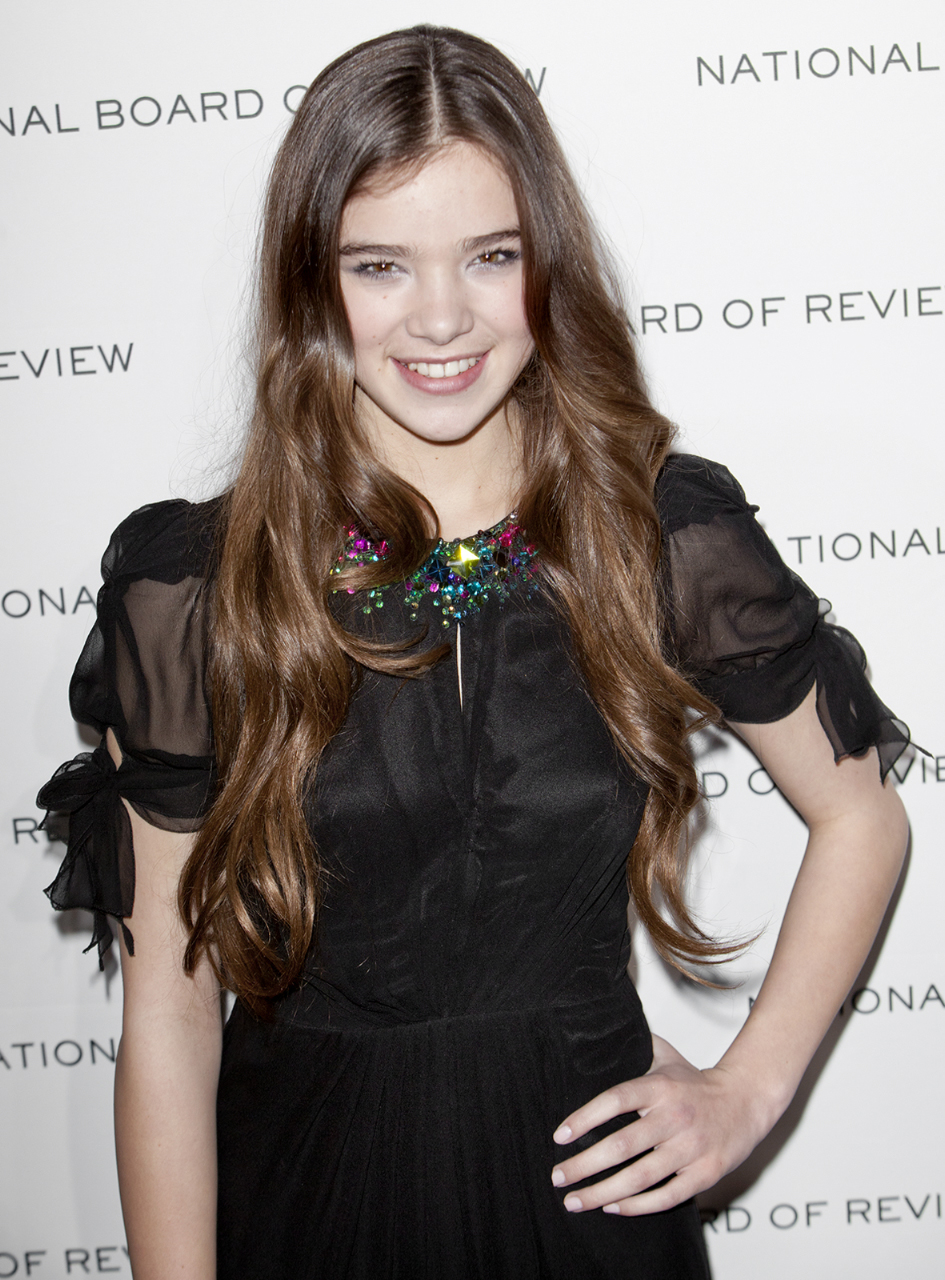
Sau khi cạnh tranh với 15.000 ứng viên khác cho nhân vật Mattie Ross, Hailee Steinfeld được chọn.

- Jeff Bridges vai Đặc vụ Cục Cảnh sát Hoa Kỳ Reuben J. "Rooster" Cogburn
- Hailee Steinfeld vai Mattie Ross
- Matt Damon vai Nhân viên Hành pháp Texas LeBoeuf
- Josh Brolin vai Tom Chaney
- Barry Pepper vai "Lucky" Ned Pepper
- Domhnall Gleeson vai Moon (the Kid)
- Ed Lee Corbin vai Bear Man (Dr. Forrester)
- Roy Lee Jones vai Yarnell Poindexter
- Paul Rae vai Emmett Quincy
- Nicholas Sadler vai Sullivan
- Dakin Matthews vai Colonel Stonehill
- Elizabeth Marvel vai Mattie 40 tuổi.
- Leon Russom vai Cảnh sát Trưởng
- Jake Walker vai Judge Isaac Parker
- Don Pirl vai Cole Younger
- James Brolin vai Frank James (uncredited cameo)
- Jarlath Conroy vai The Undertaker